# 솔로몬 가족은 외계인
《솔로몬 가족은 외계인》(원제: 3rd Rock from the Sun)은 지구에서 멀리 떨어진 별의 지배자 대두대왕(Big giant head)이 이끄는 젤리 모양의 외계인 정찰대원들이 인간으로 변장하여 지구를 정찰하면서 겪는 에피소드를 묘사한 시트콤이다. 최초에는 5명이 지구로 파견되었으나 1명은 대기권에 진입하면서 행방불명되었다.

## 솔로몬 가문
솔로몬이라는 이름은 정찰대가 불시착한 곳 근처에 있는 트럭에 붙어있는 상표에서 유래되었다.

## 구성원
딕 솔로몬(사령관, 존 리스고 分)
계급불명. 대략 소령 내지는 중령으로 추측될 뿐이다. 키가 큰 노인 남자로 변장한 상태이며 지구에서의 위장직업은 대학교수이다. 같은 대학 동료 교수인 메리 올브라이트를 좋아하고 있다. 이 때문에 마지막회에서 그가 이끄는 정찰대는 대두대왕이 정찰 임무를 취소시키자 메리 올브라이트 교수를 자신들의 별로 납치해간다.
샐리 솔로몬(부사령관, 크리스틴 존스톤 分)
계급은 중위. 정찰대 중 가장 체력이 우수하며 과격하다. 그래서 '제 2의 성별은 위험하지 않을까?'하는 의구심에 정찰대 전원이 꺼리는 성별인 여성을 스스로 선택했다. 여자 뿐 아니라 남자라 해도 큰 키에 해당하는 183cm의 신체조건을 가진 매력적인 여자로 변장한 상태이다. 실제 솔로몬가족은 외계인에서 샐리보다 키가 큰 등장인물이 손에 꼽을 정도이다. 상당히 터프하며 발군의 체력을 지니고 있으며 딕이나 다른 정찰대원들에 비해서 비교가 안 될 정도로 용감하다. 연인은 경찰관인 던, 그와 죽고 못살정도로 사이가 좋지만 임무 때문에 던의 청혼을 거절한다.
타미 솔로몬(정보장교, 조셉 고든 레빗 分)
계급은 소위. 정찰대 중 가장 나이가 많고 경험이 많음에도 불구하고 변장한 상태의 연령은 가장 어림. 때문에 정찰대 구성원들 중 가장 지적 수준이 높다. 지구에서의 위장직업은 고등학생이다. 어릴적 여자친구겸 친구인 오거스트와 투닥거리며 자라난다.
해리 솔로몬(연락병, 프렌츠 스튜어트 分)
정찰대의 구성원 중 유일하게 병사의 신분이다. 자리가 하나 남아서 왔다고 하는 인원이지만 직책은 연락병(혹은 연락도구?). 대두대왕과 정찰대 간의 교신을 담당한다. 해리는 모든면에서 능력이 별로 좋은 편이 아니므로 그 외에 특별히 시키는 일은 없지만,스스로 알아서 실험 대상을 찾고, 식당에서 서빙이나 퍼브에서 바텐더 일을 할 때도 있으며, 바텐더 일을 할 시에 묘한 상담을 하기도 한다. 집주인인 두브첵 부인의 딸 비키와 교재.
메리 올브라이트 (제인 컬틴 分)
딕 솔로몬이 교수로 위장취업한 대학의 교수로 딕과는 동료지간이다. 딕이 워낙 메리를 좋아하였기 때문에 딕의 정성을 차마 거절할 수 없어서 딕과 연인관계로 발전한다. 대두대왕이 정찰임무를 취소시키자 처음에는 딕을 따라가겠다고 했으나 변심하여 지구에 남겠다고 했다. 그러자 샐리가 메리를 힘으로 제압한 후 정찰대와 같이 대두대왕이 지배하는 별로 간다.
니나
딕이 교수로 위장취업한 대학의 조교.
Mrs. 두브첵
솔로몬 가족으로 위장한 외계인 정찰대가 세들어 살고 있는 집의 주인.